# Bixby (Oklahoma)
Bixby es una ciudad ubicada en el los condados de Tulsa y Wagoner en el estado estadounidense de Oklahoma. En el año 2010 tenía una población de 672 habitantes y una densidad poblacional de 321,29 personas por km².

## Geografía
Bixby se encuentra ubicada en las coordenadas 35°57′39″N 95°52′42″O / 35.96083, -95.87833 (35.960898, -95.878258).

## Demografía
Según la Oficina del Censo en 2000 los ingresos medios por hogar en la localidad eran de $50,854 y los ingresos medios por familia eran $58,105. Los hombres tenían unos ingresos medios de $39,941 frente a los $27,110 para las mujeres. La renta per cápita para la localidad era de $24,336. Alrededor del 5.4% de la población estaban por debajo del umbral de pobreza.